# IPCC第三次評估報告

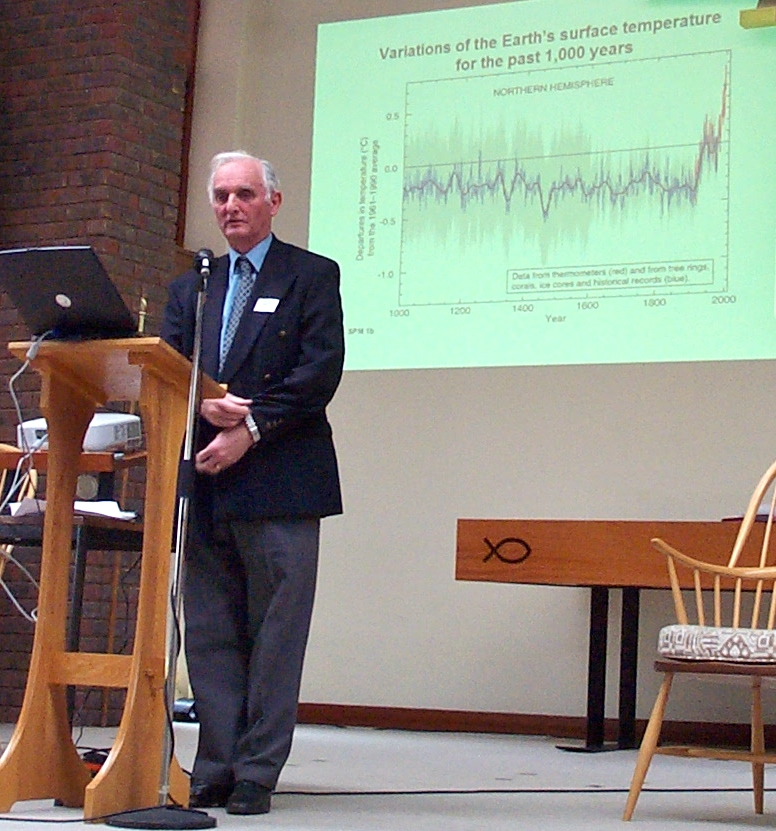
IPCC第三次評估報告第一工作組（TAR WG I）聯合主席約翰·豪頓於2005年舉行的一場氣候會議中展示曲棍球棒形狀圖。

IPCC第三次評估報告（英語：IPCC Third Assessment Report，簡稱TAR），標題為《2001年氣候變化（Climate Change 2001）》是聯合國政府間氣候變化專門委員會（IPCC）對氣候變化相關的科學和社會經濟信息的評估報告。 IPCC的聲明（即TAR中的信息）經常被用作參考，作為針對全球變暖問題的科學共識。TAR於2001年完成，分為四個部分，其中三份來自其3個工作組：第一工作組（WG I）：科學基礎、第二工作組（WG II）：影響、調適與脆弱性、第三工作組（WG III）：緩解措施及最後一篇，綜合報告。TAR中的一些結論都提供其預測正確概率的定量估計，譬如說正確的概率大於66%。所說的是“貝氏機率”，彙整所有可用證據而訂立的專家評估。
綜合報告中提出的"可靠發現（Robust findings）"包括有：
- "觀測顯示地表正在變暖。就全球觀點，20世紀90年代很可能是儀器測量地表溫度（英语：Instrumental temperature record）中最溫暖的十年。"[8]大氣中人為（即人類排放）溫室氣體的濃度大幅增加。[8]
- 自20世紀中葉以來，大部分觀測到的變暖"有可能（likely）"（根據專家判斷，概率大於66%）[5]是由人類活動所造成。[8]
- 依據IPCC排放情景特別報告（英语：Special Report on Emissions Scenarios）（SRES）的預測，21世紀的變暖速度至少比過去10,000年所經歷的速度更快。[8]
- "預測氣候變化將對環境和社會經濟系統產生有利與不利的影響，但氣候的變化幅度越大和變化速度越快時，不利影響就越會佔主導地位。"[8]
- "生態系統和生物物種對於氣候變化和其他壓力的影響都具有脆弱性（正如最近觀察到的區域氣溫變化所顯現的），有些將受到不可逆轉的破壞或損失。"[8]
- "溫室氣體減排（緩解）行動將可減輕氣候變化對自然和人類系統的壓力。"[8]
- "調適行動將可減少氣候變化的不利影響，且通常可產生立竿見影的附帶效益，但不可能阻止所有傷害。"[8]

調適行動中的一個例子是建造堤壩以應對海平面上升。

## IPCC的工作組
IPCC由聯合國環境署 (UNEP) 及聯合國世界氣象組織 (WMO) 於1988年共同設立，目的在"評估與了解氣候變化及其可能影響及與影響相關的科學、技術和社會經濟信息，以及調適和緩解措施的可能選項。"IPCC由三個工作組(Working Groups，WG) 和一個特遣隊組成：
- WG I：氣候的科學面（參見IPCC TAR WG1 2001）。
- WG II：氣候變化脆弱性、後果和應對選項（參見 IPCC TAR WG2 2001）。
- WG III：限制和緩解選項（參見IPCC TAR WG3 2001）。
- 特遣隊：國家溫室氣體盤點清單計劃 （页面存档备份，存于）

第一工作組涵蓋的領域與1995年IPCC第二次評估報告 (SAR) 相同，但第二工作組和第三工作組涵蓋的領域則與SAR的略有不同。

## 結論

### 第一工作組
第一工作組報告的主要結論如下列：
1. 越來越多的觀測數據提供全球變暖與氣候系統中其他變化的整體樣貌（20世紀全球平均地表氣溫上升約0.6°C、大氣最低層的八公里於過去40年來的氣溫有所上升，以及全球積雪和冰的覆蓋範圍已經減少）
2. 人類活動造成的溫室氣體和氣膠排放持續進入大氣，而改變氣候。人為氣膠壽命短暫，且大多數會產生負輻射強迫，而自然因素僅會產生微小的輻射強迫
3. 科學家對使用氣候模型預測未來氣候的信心有所增強（需要複雜的物理基礎模型來進行詳細的反饋和區域特徵估計。目前模型尚無法完全模擬氣候的全部內涵（例如仍無法完全解釋自1979年以來觀察到的地表-對流層間溫度差異的趨勢），同時雲與輻射及氣膠間的相互作用仍有相當的不確定性存在。儘管如此，由於模型已在一系列空間和時間尺度上證明其性能，科學家對模型能提供有用的預測信心增強。 的存檔，存档日期2007-06-01.。）
4. 有新的、更有力的證據顯示過去50年觀測到的變暖，大部分可歸因於人類活動
5. 人類將在整個21世紀中持續改變大氣中的成分
6. 根據所有IPCC排放情景特別報告（SRES）所列的情景，全球平均氣溫和海平面仍會繼續上升。

TAR估計的氣候敏感度為1.5至4.5°C。而預計於1990年至2100年期間，平均地表溫度將上升1.4至5.8°C，同期海平面將上升0.1至0.9米。預測的範圍廣泛，是基於不同水平的二氧化碳排放假設而得的不同結果（參見以下預測一節的敘述）。

### 綜合報告
TAR綜合報告包括主要發現和不確定性的摘要。TAR的"可靠發現"包括：
- 觀測到的地表變暖、人類活動導致的變暖歸因、預計未來全球平均氣溫上升、海平面上升以及熱浪頻率增加。
- 變暖將產生有利與不利的影響，但對於更強的變暖，不利影響將佔主導地位。
- 開發中國家和窮人有最高的氣候變化脆弱性。

TAR中的"主要不確定因素"包括：
- 自然因素和人為氣膠（例如，富含硫的煤碳燃燒時所產生的硫酸鹽）造成的氣候強迫、未來溫室氣體排放的變化以及氣候變化反饋作用，均會放大或減少未來氣候變化的程度、
- 為海平面和氣溫變化的預測分配概率，以及與區域氣候變化預測相關的不確定性。

## 預測
TAR中使用預測作為未來氣候變化可能產生影響的指南，例如全球平均氣溫和海平面的變化。在本評估報告中，"預測"一詞較"預言"更會受到採用，原因為許多與氣候相關的變化具有高度不確定性。例如氣候變化預測會因未來溫室氣體排放具有高度不確定性而受影響。
TAR根據將來全球平均氣溫的變化來預測可能產生的影響。其他預測則根據IPCC設定的情景來製作。IPCC於2000年發佈有40種不同的情景（參見IPCC排放情景特別報告（SRES情景）），其中包含對未來人為排放溫室氣體和氣膠的變化作估計。SRES情景預測未來社會和經濟發展可能的廣泛變化，因情景不同而氣候變化的影響也會不同。IPCC尚未為此40個SRES情景分配發生的概率。一些報告撰寫者認為某些SRES情景比其他情景更有可能發生。

## 科學觀點
IPCC提出的科學共識得到科學界的支持。例如澳大利亞、比利時、巴西、加拿大、加勒比地區、中國、法國、德國、印度、印尼、愛爾蘭、義大利、馬來西亞、紐西蘭、瑞典和英國的科學院於2001年5月發表聯合聲明，指出："我們承認IPCC是世界上有關氣候變化及其成因最可靠的信息來源，並且我們支持其達成共識的方法。"
美國聯邦政府行政部門於2001年要求美國國家學院研究委員會（US NRC，2001）對氣候變化科學進行評估。研究委員會的部分評估著眼於TAR第一工作組 (WG I) 編寫的報告。第一工作組對第三次評估報告的貢獻在於評估氣候系統和氣候變化的物理科學部分。研究委員會總體上與第一工作組報告的調查結果意見一致，例如其指出"IPCC的結論是過去50年觀測到的大部分變暖可能是由於溫室氣體濃度增加而導致的結果，準確反映科學界目前對此問題的看法。"
研究委員會 
強調政府需要充分了解氣候變化科學具有的不確定性。研究委員會引用的例子是未來溫室氣體排放變化的不確定性，可能會低於或高於TAR的預測。研究委員會還指出：
美國科學家能提供最有價值的貢獻是不斷質疑基本假設和結論，促進對氣候變化的不確定性及科學能取得可靠結論的領域之中，進行清晰和仔細的評估和陳述，並努力改善預測未來的能力。

## 接受度

### 認可
16個國家的科學院（澳洲科學院、比利時皇家弗拉芒科學與藝術學院、巴西科學院、加拿大皇家學會、加勒比科學院（Caribbean Academy of Sciences）、中國科學院、法國科學院、德國利奧波第那科學院、印度國家科學院、印尼科學院（Indonesian Academy of Sciences）、愛爾蘭皇家科學院、義大利猞猁之眼國家科學院、馬來西亞科學院（Academy of Sciences Malaysia）、紐西蘭皇家學會、瑞典皇家科學院與英國皇家學會）於2001年發表氣候變化聯合聲明。此聯合聲明也以社論形式在期刊《科學》雜誌上發表，聲明稱"我們支持[TAR]的結論，即至少有90%機率確定氣溫將繼續上升，預計全球平均地表氣溫在2100年將比1900年的水平上升1.4至5.8°C"。TAR還獲得加拿大氣候與大氣科學基金會、加拿氣象與海洋學會、和歐洲地球科學聯盟的認可（參見政府間氣候變化專門委員會#Endorsements and awards）。
美國國家學院研究委員會於2001年編寫一份報告，評估第一工作組對TAR的貢獻。研究委員會"總體上贊同"WG I的評估，並將整篇WG I報告描述為"氣候科學研究工作中令人欽佩的總結"。
IPCC報告撰寫者之一理查·林岑給予TAR一些批評。林岑在他的批評中指出WG I提出的政策制定者摘要 (SPM) 沒有忠實將完整的WG I報告作總結。 例如SPM低估與氣候模型相關的不確定性。TAR WG I聯合主席約翰·豪頓對林岑的批評予以回應，強調SPM得到世界許多政府代表的同意，對SPM做任何改變都必須取得科學證據的支持。
IPCC報告撰寫者之一凱文·泉伯也對WG I撰寫的SPM發表評論。泉伯表示一些國家政府代表團在起草WG I SPM期間試圖"鈍化，甚至可能是混淆報告中的信息"。然而泉伯的結論是SPM是個"相當平衡的總結"。
研究委員會報告的結論是WG I SPM和技術摘要與完整的WG I報告內容"一致"。研究委員會報告指出：
...技術摘要充分將完整的[WG I]報告作總結。整篇的WG I報告及其技術摘要並非專門針對政策製作。決策者摘要傳達較少不確定性信息，而是更加強調與人為氣候變化相關的重要領域。這種強調重點的變化似乎是科學家與政策制定者就這份報告進行總結過程的結果。但美國協調撰寫者與主要科學撰寫者寫給委員會的書面回覆指出，(a) 未經召集主要撰寫者（此群體僅佔主要撰寫者和一般撰寫者的一小部分）同意，不得進行任何更改；(b) 實際發生變化中的大多數均未造成重大影響。

### IPCC流程
有少數氣候科學家對於IPCC工作的某些方面不表同意。其中最著名的該是麻省理工學院氣象學教授理查·林岑。
英國國會上議院經濟事務專責委員會（EAC，2005）的一份報告中包含有對IPCC報告的批評，包括TAR中使用的"SRES"溫室氣體排放情景。經濟事務專門委員會負責對政府立法進行審查和投票。所提出的批評之一是第二工作組政策制定者摘要與完整報告中的聲明之間有明顯差異："IPCC政策制定者摘要表示經濟研究將損害低估，而完整報告中則說損害情況尚不清楚。"
英國政府對EAC (2005) 報告做出回應，承認WG II SPM與EAC (2005)提到的完整WG II報告之間存在差異，但總體上仍支持IPCC的工作。英國政府對EAC (2005) 為TAR提出的其他一些批評予以反駁。

### "曲棍球棒形狀圖"討論

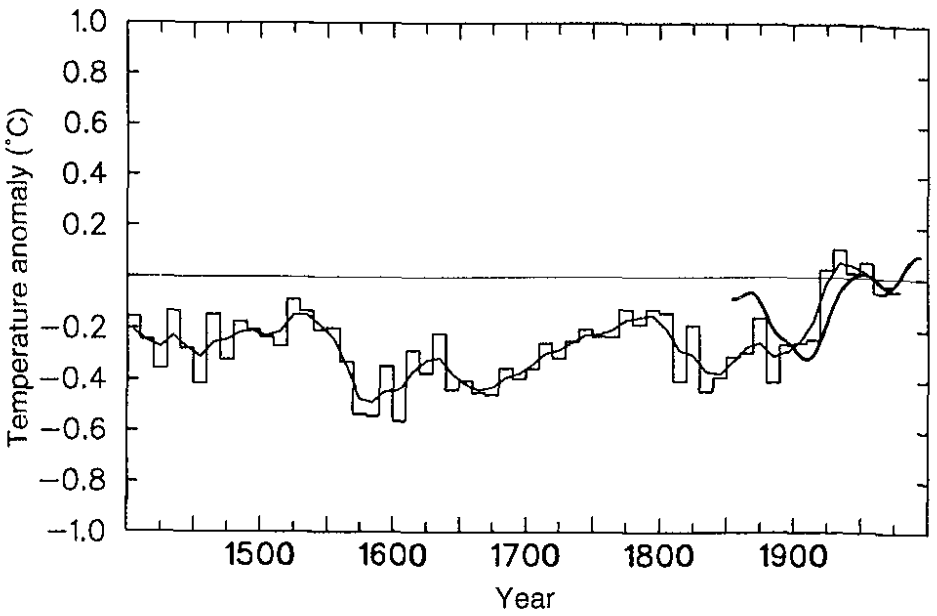
IPCC第二次評估報告中，第175頁的第3.20圖，顯示第一次工業革命後，全球的異常氣溫上升趨勢。

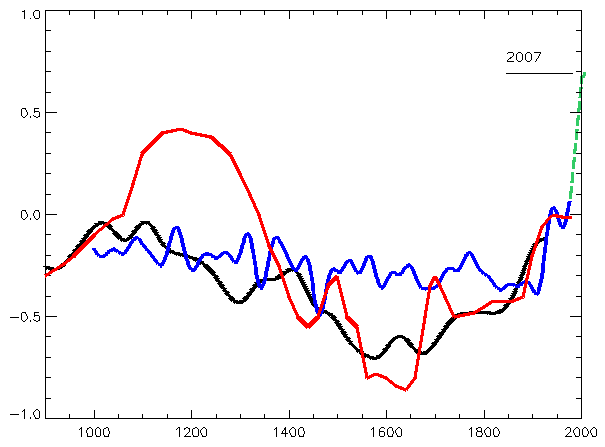
將研究報告MBH99中40年平均氣溫製作的曲線圖（藍色，2001年第三次評估報告採用）與1990年IPCC第一次評估報告第7.1.c圖比較（紅色，由研究人員Hubert Lamb依據英格蘭中部及其他記錄外推而來），綠色點線為研究人員Jones等人使用英格蘭中部氣溫（迄2007年）記錄製作。黑線為研究人員Moberg等人於2005年依照低頻變率數據（low frequency signal，指長期、緩慢變化的氣候變化趨勢）所製作，與藍線形狀較為相似。

第三次評估報告(TAR) 中特別顯示一張有標題"北半球千年氣溫重建"的圖形，這張圖係根據麥可·E·曼、雷蒙·S·布萊德勒與馬爾科姆·K·休斯（Malcolm K. Hughes） 於1999年發表的論文 （MBH99）中的圖形（稱為"曲棍球棒形狀圖"）。此圖被用來擴展IPCC第二次評估報告中Figure 3.20的類似圖形，與第一次評估報告中缺乏溫度單位的示意圖不同，描繪過去1,000年擴大的全球溫度變化，以及中世紀溫暖時期的氣溫高於20世紀中葉的現象。此示意圖並非根據實際全球數據製作，而是根據英格蘭中部的氣溫變動製成（英格蘭中世紀葡萄園的文獻顯示溫度有所升高）。中世紀溫暖時期的氣溫即使有增長，其最高氣溫也沒達到2007年英格蘭中部記錄的溫度。MBH99的發現經研究人員Jones等人（1998年）、研究人員Pollack, Huang & Shen（1998年）、研究人員Crowley & Lowery（2000年）及研究人員Briffa （2000年）使用不同的資料與方法重建，而予以引述及支持。Jones等人和Briffa的重建圖與IPCC報告中圖2.21中引用的MBH99重建圖有重疊情況。
這些研究被廣泛提出，顯示當前的變暖期與1000年至1900年間的氣溫相比屬於異常，且根據MBH99而製作的圖表也在宣傳中出現。即使在撰寫草案期間，此一發現也受到反對者的質疑。
2003年，隨著反對1997年京都議定書的遊說力度加大，小布希總統設法將美國國家環境保護局（EPA）建議的氣候重建內容刪除，和美國聯邦參議員吉姆·殷荷菲於參議院演講中聲稱人類活動造成全球變暖是個騙局，這兩件事均由所謂的Soon和Baliunas爭議事件所引起。後來在2003年，Steve McIntyre和Ross McKitrick共同發表文章，駁斥MBH98報告中提出的數據，但他們的論點遭到反駁。 在2004年，德國氣候科學家Hans von Storch表示MBH98論文中統計技術把自然變率的作用低估，但他錯誤指出就因此而整體圖表會失真。在2005年，Steve McIntyre和Ross McKitrick對MBH98論文和MBH99論文中的主成分分析法提出批評，但有Huybers（2005年）（Huybers 2005）和Wahl & Ammann（2007年）（Wahl & Ammann 2007）兩篇報告指出Steve McIntyre和Ross McKitrick所犯的錯誤。 美國國家學院於2006年所提的諾斯報告支持MBH98/NBH99的論點，但加註有小的應注意事項。由美國統計學家愛德華·韋格曼撰寫的韋格曼報告支持Steve McIntyre和Ross McKitrick的研究結果，但隨後遭到質疑。反對MBH報告的論點（這些論點後被稱為氣候門）被再度引入，但遭到8項獨立調查結果駁回。
2005年6月23日，美國眾議院能源和商業委員會主席喬·巴頓與眾議員與監督和調查小組委員會主席埃德·惠特菲爾德聯名發函，要求提供氣候研究的完整記錄以及有關撰寫者麥可·E·曼、布萊德勒和休斯的個人財務和職業信息。美國國家科學院提供的報告認為研究報告存在一些統計失誤，但對圖形影響不大，圖形總體上屬於正確。麥可·E·曼、布萊德勒和休斯在2006年寫給《自然》雜誌的一封信中指出，他們的原始文章表示"需要更廣泛的高分辨率數據才能得到置信度更高的結論"，而不確定性是他們"研究報告的重點" 。

### 海平面上升預測
科學研究的一個例子是一項關於預測海平面上升的研究，表明IPCC之前提出的估計遠非誇大危機及風險，而實際上是有低估現象。當研究人員的分析"應用於IPCC概述的可能情景時，發現2100年海平面將比1990年的水平高出0.5–1.4米[50–140厘米]。這些數值遠大於IPCC在其2001年發佈的第三次評估報告中的9-88厘米"。這可能部分歸因於人類對氣候有更為擴大的認識。於美國國家大氣研究中心服務的格雷格·霍蘭（Greg Holland)）在回顧詹姆斯·韓森提出較激進海平面上升數字後指出："毫無疑問的，IPCC提出的海平面上升數字是個非常保守的數字，所以實際數字應該是"介於IPCC和韓森提出的數字之間。”

### 資料來源
The Third Assessment Report consists of the following reports from each of the three Working Groups, and a Synthesis Report.  On-line text and PDFs are available at GRID-Arendal (a collaborating centre of the United Nations Environment Programme (UNEP)).  Additional reports and documents can be found at the IPCC's documents web page （页面存档备份，存于）.
- Economic Affairs Committee, , London, UK: The Stationery Office Ltd., by order of the House of Lords, 2005  [2023-10-23], （原始内容存档于2023-04-08）

- IPCC TAR WG1, Houghton, J.T.; Ding, Y.; Griggs, D.J.; Noguer, M.; van der Linden, P.J.; Dai, X.; Maskell, K.; Johnson, C.A. , 编, , Contribution of Working Group I to the Third Assessment Report of the Intergovernmental Panel on Climate Change, Cambridge University Press, 2001  [2019-12-18], ISBN 0-521-80767-0, （原始内容存档于2019-12-15） (pb: 0-521-01495-6).
- IPCC TAR WG2, McCarthy, J. J.; Canziani, O. F.; Leary, N. A.; Dokken, D. J.; White, K. S. , 编, , Contribution of Working Group II to the Third Assessment Report of the Intergovernmental Panel on Climate Change, Cambridge University Press, 2001  [2019-12-18], ISBN 0-521-80768-9, （原始内容存档于2016-05-14） (pb: 0-521-01500-6).
- IPCC TAR WG3, Metz, B.; Davidson, O.; Swart, R.; Pan, J. , 编, , Contribution of Working Group III to the Third Assessment Report of the Intergovernmental Panel on Climate Change, Cambridge University Press, 2001, ISBN 0-521-80769-7, （原始内容存档于2017-02-27） (pb: 0-521-01502-2).
- IPCC TAR SYR, Watson, R. T.; the Core Writing Team , 编, , Contribution of Working Groups I, II, and III to the Third Assessment Report of the Intergovernmental Panel on Climate Change, Cambridge University Press, 2001  [2011-09-15], ISBN 0-521-80770-0, （原始内容存档于2018-11-03） (pb: 0-521-01507-3).

- Jansen; Overpeck. .  (PDF). K.R. Briffa, J.-C. Duplessy, F. Joos, V. Masson-Delmotte, D. Olago, B. Otto-Bliesner, W.R. Peltier, S. Rahmstorf, R. Ramesh, D. Raynaud, D. Rind, O. Solomina, R. Villalba and D. Zhang [Solomon, S., D. Qin, M. Manning, Z. Chen, M. Marquis, K.B. Averyt, M. Tignor and H.L. Miller (eds.)]. Cambridge University Press. 2007  [2023-10-23]. （原始内容存档 (PDF)于2022-12-10）.

- UK Government, , London, UK: The Stationery Office Ltd, 28 November 2005  [2023-10-23], （原始内容存档于2023-04-08）. Also available as a high-resolution PDF. （页面存档备份，存于）

- US NRC, , Washington, D.C., USA: National Academy Press, 2001  [2023-10-23], ISBN 978-0-309-07574-9, doi:10.17226/10139, （原始内容存档于2014-10-25）

- Weart, Spencer. . The Discovery of Global Warming. American Institute of Physics. December 2011  [9 July 2012]. （原始内容存档于9 November 2013）.
- Jones, P. D.; Briffa, K. R.; Barnett, T. P.; Tett, S. F. B. . The Holocene. May 1998, 8 (4): 455–471. Bibcode:1998Holoc...8..455J. S2CID 2227769. doi:10.1191/095968398667194956.
- Crowley, Thomas J.; Lowery, Thomas S., , Ambio: A Journal of the Human Environment, February 2000, 29 (1): 51–54, S2CID 86527510, doi:10.1579/0044-7447-29.1.51.

- Mann, Michael E.; Bradley, Raymond S.; Hughes, Malcolm K. . Geophysical Research Letters. 15 March 1999, 26 (6): 759–762. Bibcode:1999GeoRL..26..759M. doi:10.1029/1999GL900070 .
- PAGES 2k Consortium,  (PDF), Nature Geoscience, 21 April 2013, 6 (5): 339–346  [2023-10-23], Bibcode:2013NatGe...6..339P, doi:10.1038/ngeo1797, （原始内容存档 (PDF)于2017-03-15） (78 researchers, corresponding author Darrell S. Kaufman).
- Pollack, H. N.; Huang, S.; Shen, P.Y., , Science, 9 October 1998, 282 (5387): 279–281, Bibcode:1998Sci...282..279P, PMID 9765150, doi:10.1126/science.282.5387.279
- Briffa, Keith R. . Quaternary Science Reviews. 2000, 19 (1–5): 87–105. Bibcode:2000QSRv...19...87B. doi:10.1016/S0277-3791(99)00056-6.
- Wahl, Eugene R.; Ammann, Caspar M. . Climatic Change. 4 October 2007, 85 (1–2): 33–69. Bibcode:2007ClCh...85...33W. ISSN 0165-0009. S2CID 18640802. doi:10.1007/s10584-006-9105-7.

## 外部連結
- Climate Change 2001, IPCC Third Assessment Report (TAR)
- IPCC Assessment & Special Reports (including TAR)
- A summary of the Third Assessment Report by GreenFacts.